# Buzz Lightyear-attracties
Buzz Lightyear-attracties zijn enkele gelijksoortige interactieve darkrides in de attractieparken Magic Kingdom (onder de naam Buzz Lightyear's Space Ranger Spin), Tokyo Disneyland, het Disneyland Park in Anaheim (alle twee onder de naam Buzz Lightyear's Astro Blasters), in het Disneyland Park in Parijs (onder de naam Buzz Lightyear Laser Blast) en in Shanghai Disneyland (onder de naam Buzz Lightyear Planet Rescue). Tot 2017 was de attractie eveneens aanwezig in Hong Kong Disneyland. De attractie was een van de weinige Disney-attracties die in alle resorts aanwezig was.

## Geschiedenis
De eerste versie van een Buzz Lightyear-attractie, Buzz Lightyear's Space Ranger Spin, werd op 15 januari 1998 aangekondigd voor het Magic Kingdom. Deze attractie zou Take Flight vervangen, een attractie die 10 dagen daarvoor voorgoed werd gesloten. De attractie werd aangekondigd als de verwezenlijking van de destijds aankondigde film Toy Story 2, en speelde zich af binnen dezelfde setting als de openingsscène van die film, waarin Buzz Lightyear de slechterik Keizer Zurg probeert te verslaan. Buzz Lightyear's Space Ranger spin maakte gebruik van dezelfde lay-out en hetzelfde ritsysteem als Take Flight, waarbij de karretje werden vervangen door karretjes met interactieve laserpistolen. De attractie had een soft opening op 7 oktober 1998 en werd officieel geopend op 3 november van datzelfde jaar.
In de jaren daarna opende in alle Disney-resorts wereldwijd een versie van de Buzz Lightyear-attractie. Verschillend ten opzichte van de versie in het Magic Kingdom, was dat de laserpistolen nu los in de hand konden worden genomen, terwijl ze in het Magic Kingdom vastzaten aan het karretje. In Tokyo Disneyland werd het Visionarium vervangen door Buzz Lightyear's Astro Blasters op 15 april 2004 en in het Disneyland Park in Anaheim maakten de Rocket Rods eveneens plaats voor Buzz Lightyear's Astro Blasters op 10 maart 2005. In Hong Kong Disneyland maakte Buzz Ligthyear's Astro Blasters onderdeel uit van het openingsaanbod en opende de attractie op 15 september 2005. In 2006 maakte ook Le Visionarium in het Disneyland Park in Parijs plaats voor een Buzz Lightyear-attractie, daar onder de naam Buzz Lightyear Laser Blast, die opende op 8 april 2006. Op 16 juni 2016 opende een versie in Shanghai Disneyland, waarbij de attractie eveneens onderdeel uitmaakte van het openingsaanbod van het park.
Op 3 maart 2017 werd er aangekondigd dat Buzz Lightyear's Astro Blasters in Hong Kong Disneyland zou worden vervangen door Ant-Man and The Wasp: Nano Battle!, een gelijksoortige attractie in het thema van de films rondom Ant-Man. De Hong-Kongse Buzz Lightyear's Astro Blasters had daarmee op 31 augustus 2017 zijn laatste openingsdag. Op
30 augustus 2017 werd de darkride definitief gesloten, met de heropening in de vorm van Ant-Man and The Wasp: Nano Battle! op 31 maart 2019. Sinds de sluiting van de darkride in dit resort, is Hong Kong het enige resort zonder deze attractie.

## Rit
De darkride staat in het teken van de animatiefilms omtrent Toy Story. Echter komen niet alle personages voor in de attractie. Het om Buzz Lightyear, Keizer Zurg en de kleine groene mannetjes. Het verhaal achter de darkride wordt verteld door een animatronic van Buzz Lightyear in de wachtrij. Hij vertelt dat Keizer Zurg batterijen wil stelen die hij wil gebruiken voor de ruimtevaartuigen van de groene kleine mannetjes. De bezoekers worden op pad gestuurd om dit te voorkomen. Dit moeten zij doen door middel van hun laserpistool in het voertuig. Deze verhaallijn wordt niet toegepast in Shanghai Disneyland. In de Shanghai-versie probeert Zurg grondstoffen te stelen om met een laserwapen een planeet te vernietigen. Bezoekers moeten dit proberen te voorkomen.
In de gehele attractie zijn diverse Hidden Mickey's te vinden zoals planeten in de vorm van Mickey's hoofd.

## Locaties

### Magic Kingdom
De darkride opende 3 november 1998 in het themagebied Tomorrowland als vervanger van de attractie Delta Dreamflight.
Bezoekers betreden de attractie via de wachtrij, die overdekt is en toegankelijk via twee glazen schuifdeuren. Buiten zijn nog enkele wachtrijen met paaltjes en touwen die gebruikt kunnen worden wanneer de standaard wachtrij reeds gevuld is. De binnenwachtrij is gedecoreerd met enkele grote cartoonplaten die Buzz Lightyear in actie weergeven, en enkele speelgoedobjecten die zijn uitvergroot en bezoekers het gevoel moeten geven dat ze gekrompen zijn tot de grootte van een speelgoedfiguur. In de wachtrij staat een animatronic van Buzz Lightyear, die gasten het verhaal achter de attractie vertelt. Daarna stappen bezoekers in de attractie in het instapstation, in karretjes die zijn vormgegeven als speelgoedruimteschepen met twee laserpistolen. In het instapstation is een muurschildering te zien van Keizer Zurg die batterijen steelt samen met de kleine groene mannetjes.
In de eerste scène gaan de karretjes langs een stellage met een discobol, die enkele sterren op de muren van de scène weerspiegelt. In de daaropvolgende scènes komen figuren voor die voor Keizer Zurg batterijen van speelgoedfiguren stelen. Op deze figuren is een logootje met een "Z" te zien, waarop bezoekers kunnen schieten met hun laserpistool om deze figuren uit te schakelen en zelf punten te verdienen. In de eerste van deze scènes zijn een aantal grote ruimterobots te zien die batterijen van speelgoedfiguren stelen. De daaropvolgende scène bevindt zich op een buitenaardse planeet met enkele vulkanen die groene magma spuiten en die bevolkt wordt door aliens en monsters. Daarna gaan de karretjes het ruimteschip van Keizer Zurg binnen, dat vol ligt met batterijen en kleine groene mannetjes en waar ook een animatronic van Keizer Zurg zelf te vinden is. De karretjes verlaten dit ruimteschip weer via een ontsnappingsluik, waarna ze een tunnel ingeslingerd worden, die door middel van licht- en projectie-effecten suggereert dat de karretjes versnellen. In de volgende scène is een gevecht te zien tussen Keizer Zurg en Buzz Lightyear, waarbij Buzz geholpen wordt door de kleine groene mannetjes. In de scène daarna is te zien dat Buzz Lightyear Keizer Zurg gevangen heeft genomen, waarbij Keizer Zurg in een grote grijphaak hangt en Buzz Lightyear vervloekt. Daarna gaan de karretjes het uitstapstation in, waar bezoekers de attractie kunnen verlaten via de souvenirwinkel Buzz Lightyear's Space Ranger Spin Photos.

De darkride is geopend op 3 november 1988 in het themagebied Tomorrowland en is daarmee de eerste van alle Buzz-Lightyear attracties. De wachtrij kent een aparte rij voor bezitters van een FastPass.

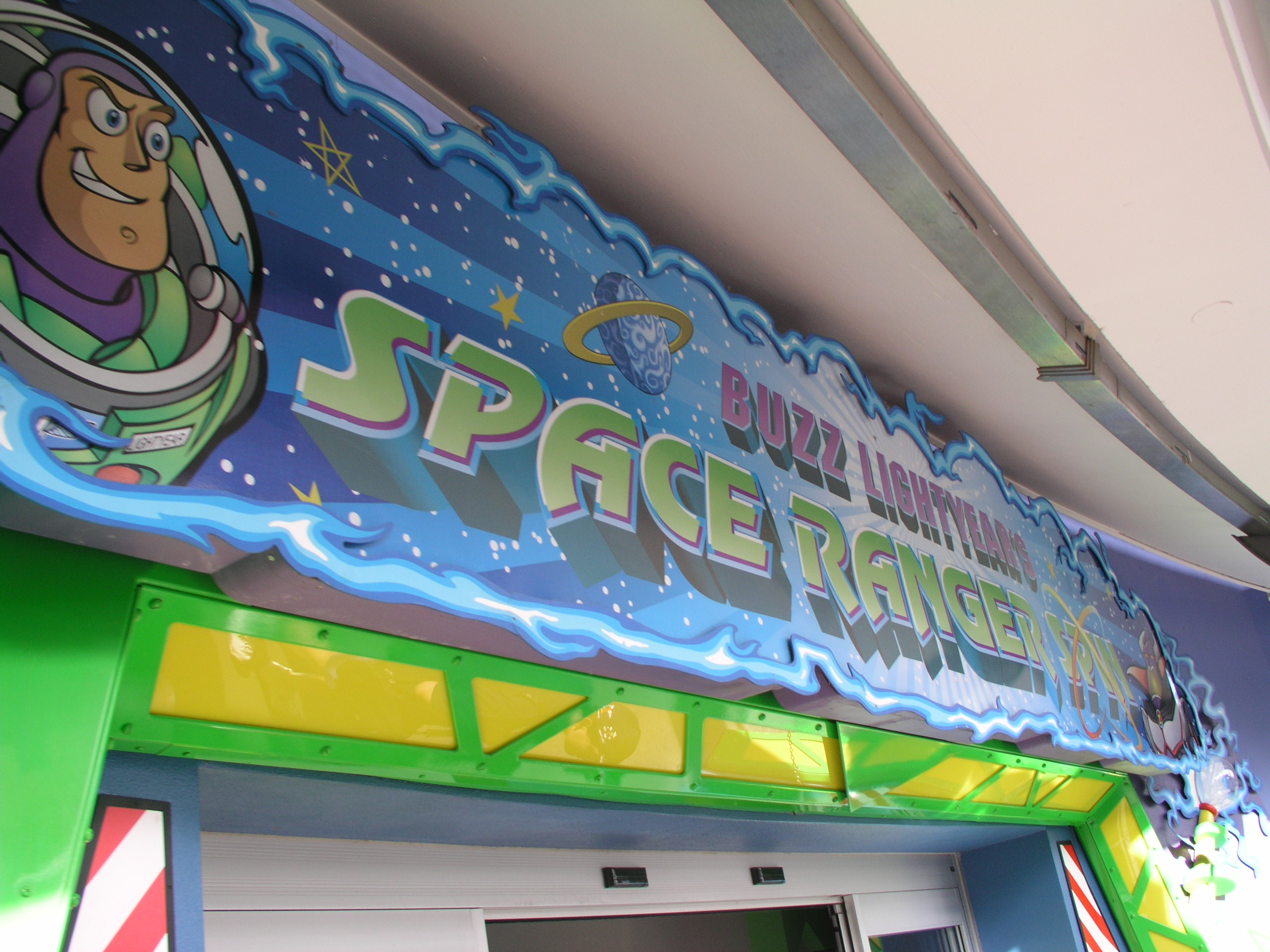
Entree
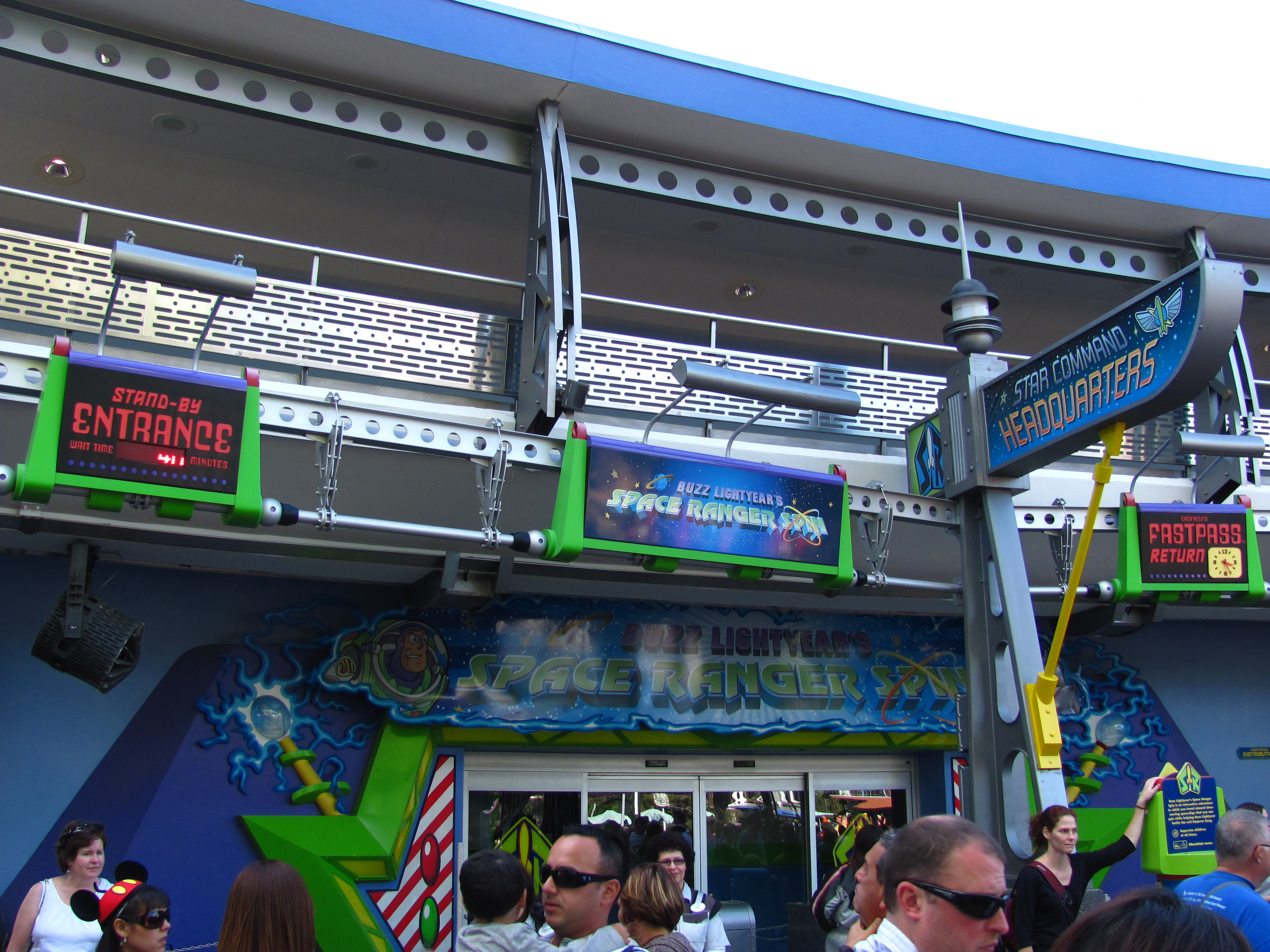
Entree
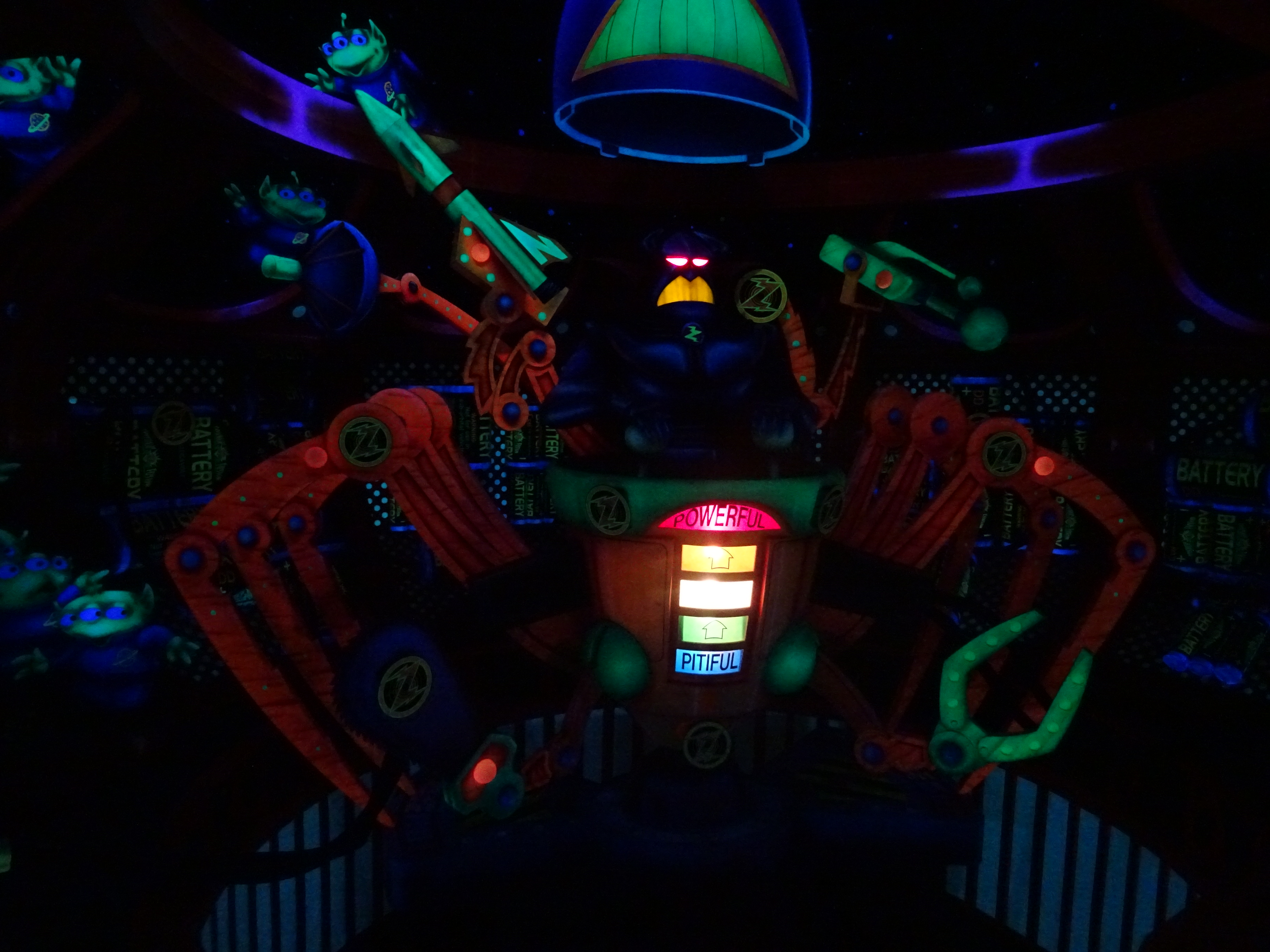
Zurg tijdens de rit.

### Tokyo Disneyland
De attractie opende 15 april 2004 onder de naam Buzz Lightyear's Astro Blasters in het themagebied Tomorrowland.
Na een buitenparcours van hekjes met kettingen betreden bezoekers een binnenwachtrij die net als in het Magic Kingdom gedecoreerd zijn met enkele grote cartoonplaten die Buzz Lightyear in actie weergeven, en enkele speelgoedobjecten. In de wachtrij staat eveneens een animatronic van Buzz Lightyear, die gasten het verhaal achter de attractie vertelt middels een magnetisch tekenbord. Daarna stappen bezoekers in de attractie in het instapstation in voertuigen die zijn vormgegeven als speelgoedruimteschepen met twee uitneembare laserpistolen. Ook hier is een muurschildering te zien van Keizer Zurg die batterijen steelt.
Net als in het Magic Kingdom gaan de voertuigen langs enkele figuren die voor Keizer Zurg batterijen stelen, waarbij bezoekers moeten schieten op de "Z"-logootjes op deze figuren. De eerste scène bevat een aantal grote ruimterobots die batterijen van speelgoedfiguren stelen. Daarna gaan de karretjes het ruimteschip van Keizer Zurg binnen, dat vol ligt met batterijen en vijandige robots, die de elektriciteitskabels van het ruimteschip in hun verdediging slopen en daarmee het licht uit laten vallen. In het ruimteschip is tevens een animatronic van Keizer Zurg te vinden, die de bezoekers beschiet met twee laserpistolen. Daarna gaan de voertuigen via het ruimteschip een buitenaardse planeet op met enkele vulkanen die groene magma spuiten, en die bevolkt wordt door aliens en monsters. Tevens is te zien dat Keizer Zurg een ontsnappingspoging doet in een spinachtige machine. De voertuigen passeren een tunnel in, die door middel van licht- en projectie-effecten suggereert versnelling. In de volgende scène is een gevecht te zien tussen Keizer Zurg en Buzz Lightyear, waarbij Buzz Lightyear Keizer Zurg beschiet met een pistool. In de scène daarna is te zien dat Buzz Lightyear Keizer Zurg gevangen heeft genomen en terug heeft geplaatst in zijn speelgoedverpakking, die nu aan een grijphaak slingert. Daarna rijden de voertuigen het uitstapstation in, waar bezoekers de attractie kunnen verlaten via de souvenirwinkel Planet M in Tokyo Disneyland.
De wachtrij kent een aparte rij voor bezitters van een FastPass.

### Disneyland Park (Anaheim)
De interactieve darkride opende 10 maart 2005 onder de naam Buzz Lightyear's Astro Blasters in het themagebied Tomorrowland als vervanger van de attractie Rocket Rods. De rit en het verhaal zijn vrijwel identiek als de attractie in Tokyo Disneyland. De wachtrij kent een aparte rij voor bezitters van een FastPass. De uitgang van de attractie eindigt in de souvenirwinkel Little Green Men Star Command.

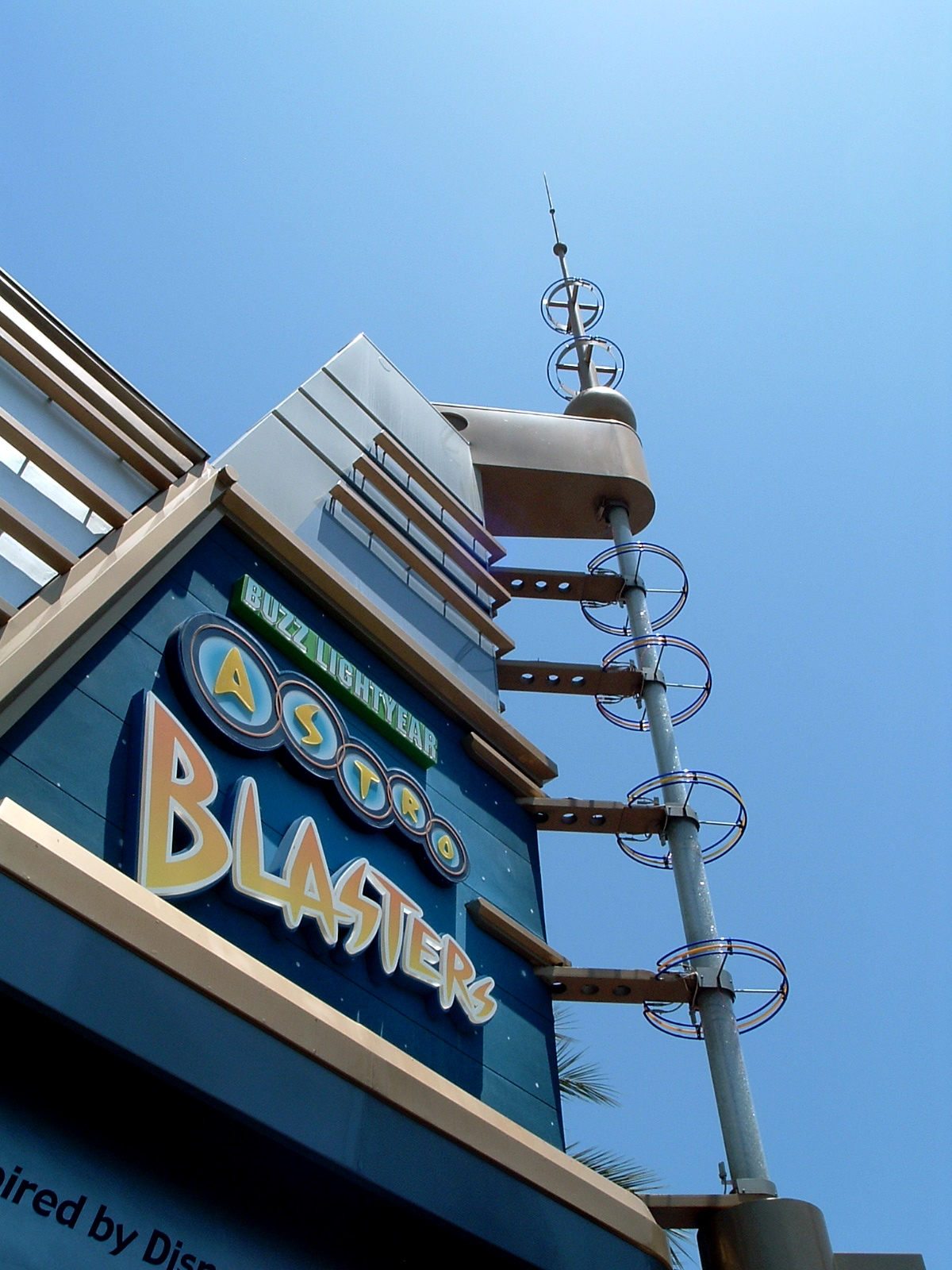
Entree
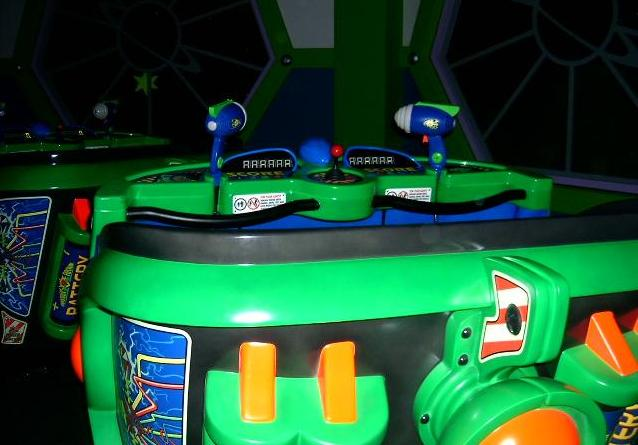
Voertuig
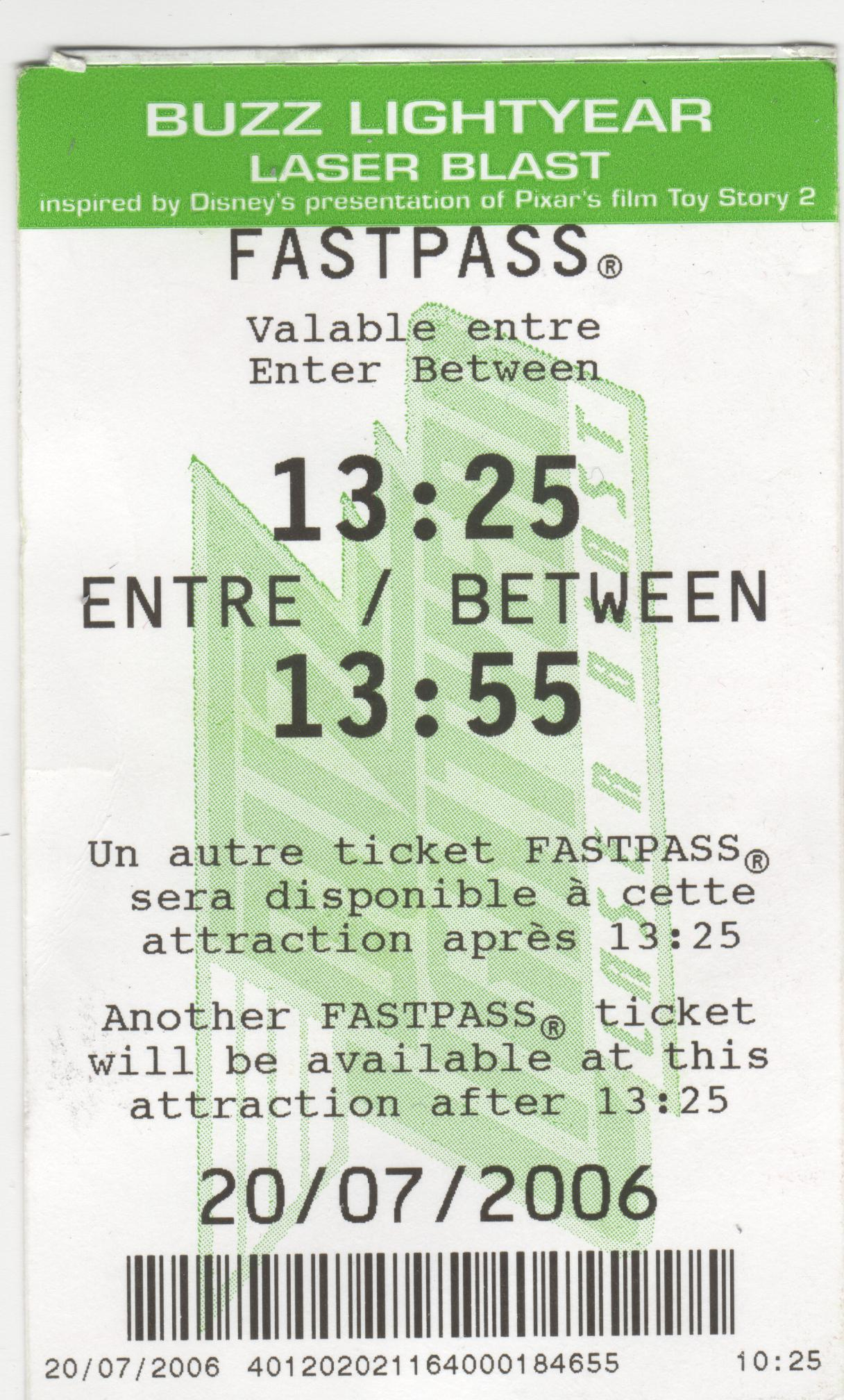
Fastpass

### Hong Kong Disneyland
De darkride opende 12 september 2005 onder de naam Buzz Lightyear's Astro Blasters in het themagebied Tomorrowland. De rit en het verhaal zijn vrijwel identiek als de attractie in Tokyo Disneyland. De darkride sloot 31 augustus 2017 om plaats te maken voor de interactieve darkride Ant-Man and The Wasp: Nano Battle!. De uitgang van de attractie eindigt in de souvenirwinkel Star Command Suppliers. De wachtrij kent een aparte rij voor bezitters van een FastPass.

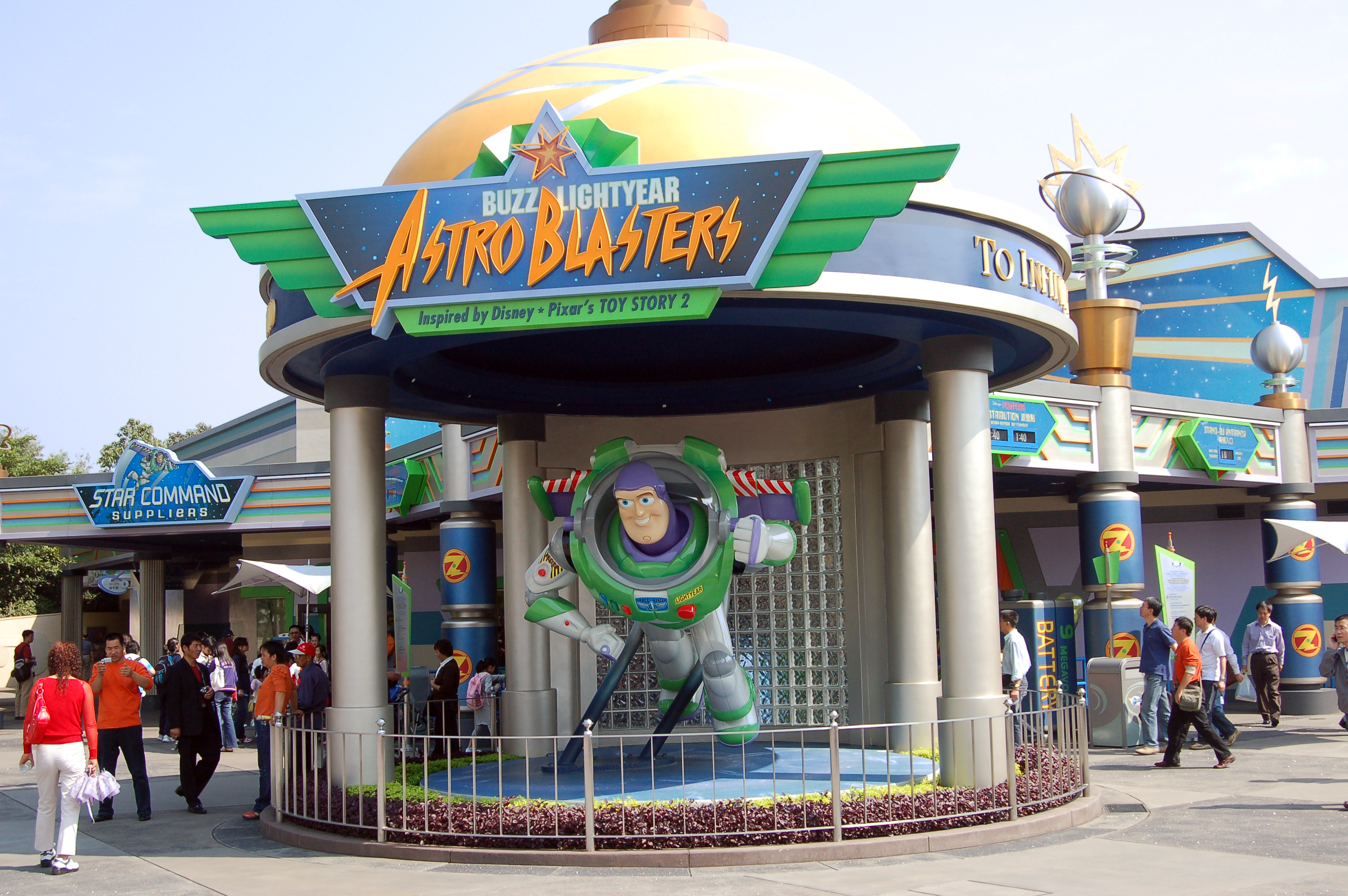
Entree
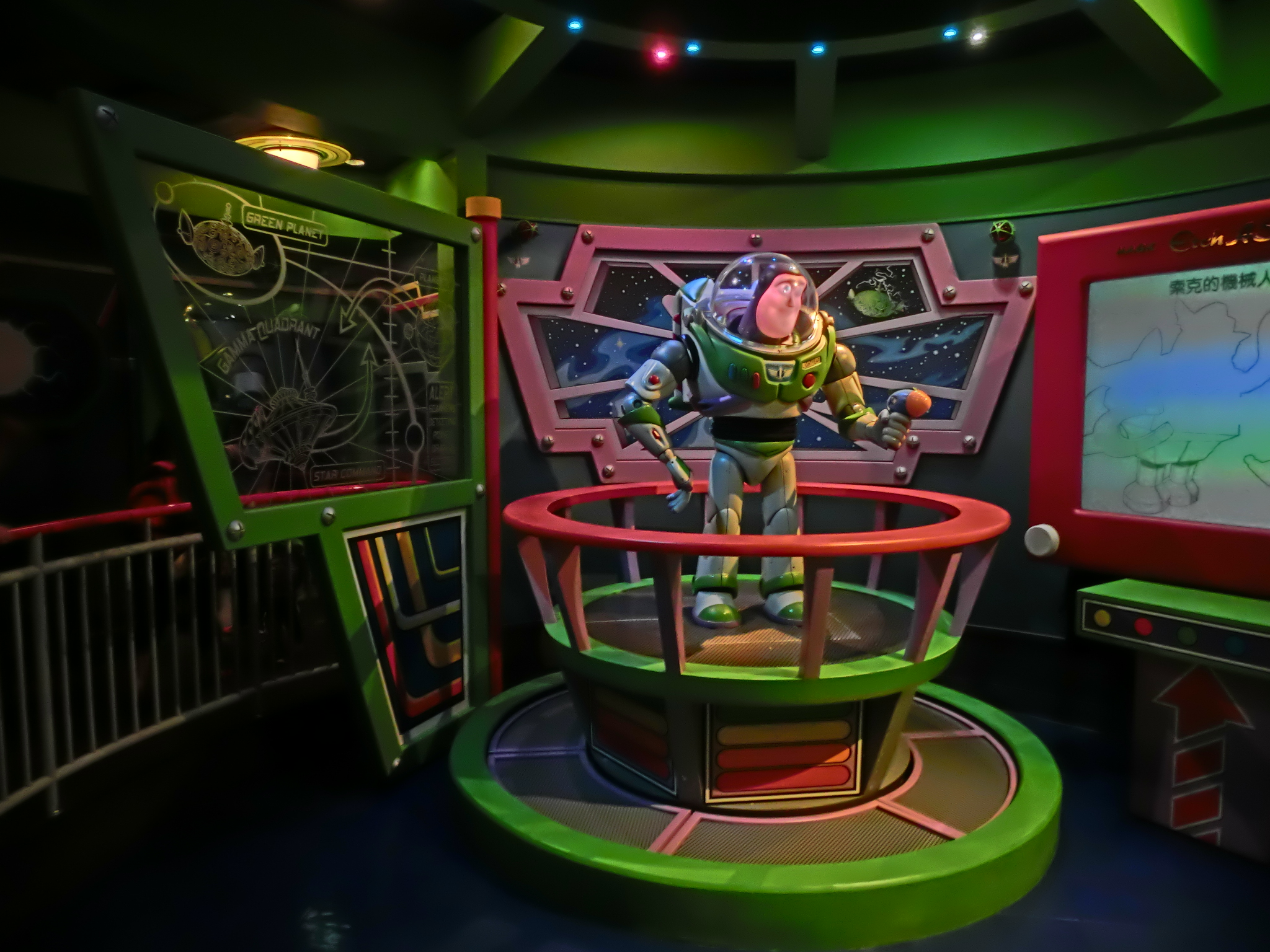
Animatronic van Buzz Lightyear in de wachtruimte.
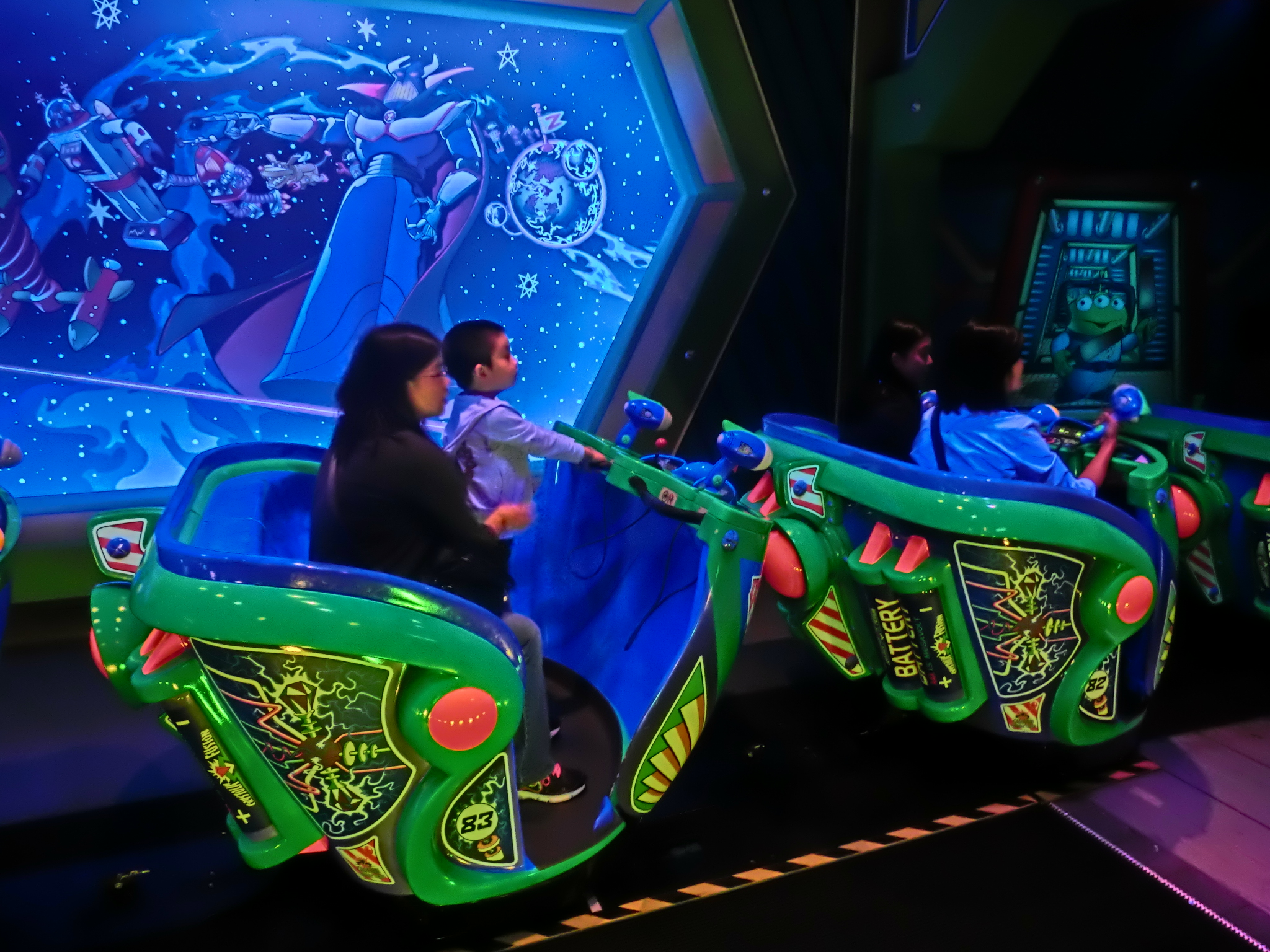
Voertuigen in het station.
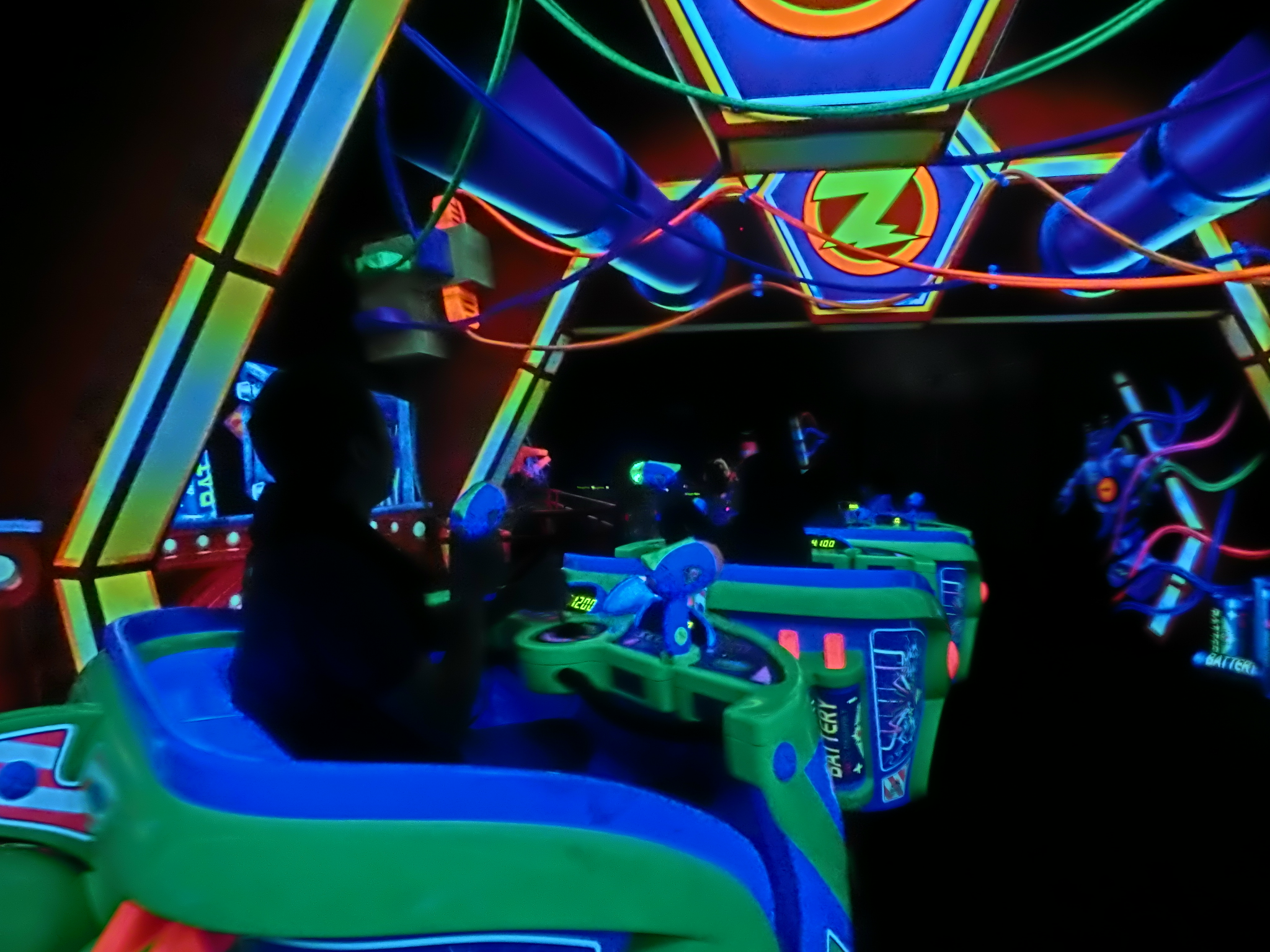
Tijdens de rit
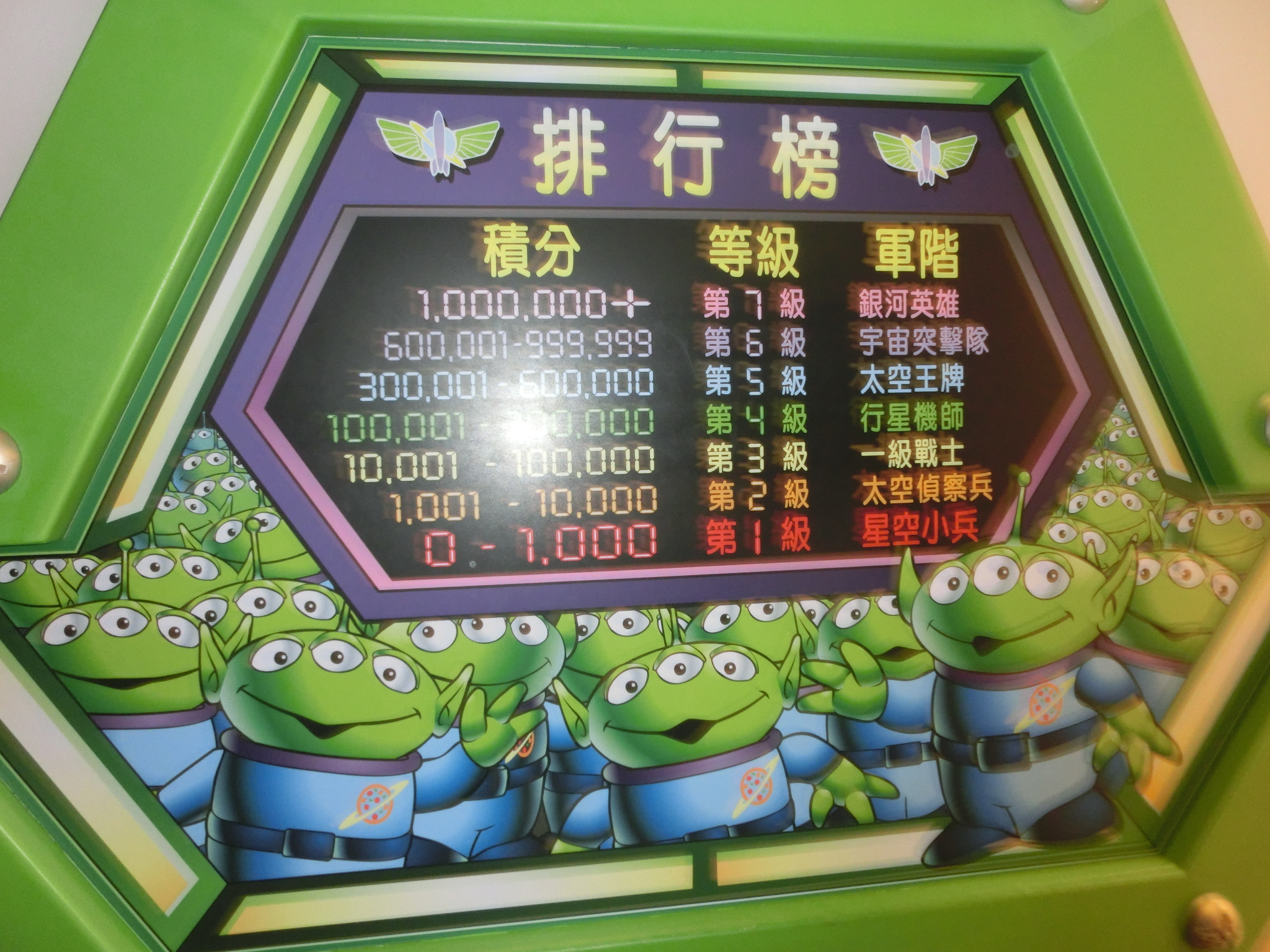
Scorebord

### Disneyland Park (Parijs)
De darkride opende in 8 april 2006 onder de naam Buzz Lightyear Laser Blast in het themagebied Discoveryland als vervanger van de attractie Le Visionarium. De rit en het verhaal zijn vrijwel identiek als de attractie in Tokyo Disneyland. In de darkride wordt zowel Engels en Frans als voertaal gebruikt. De uitgang van de 164 meter lange attractie eindigt in de souvenirwinkel Constellations. De wachtrij kent een aparte rij voor bezitters van een FastPass. Tijdens de rit is in de eerste ruimte achter de linkerarm van de oranje robot een object te zien. Dit is de originele animatronic Nine-Eye. Deze robot speelde een rol in de voormalige attractie Le Visionarium en is als herinnering geplaatst in de attractie. De animatronic statisch en buiten werking.

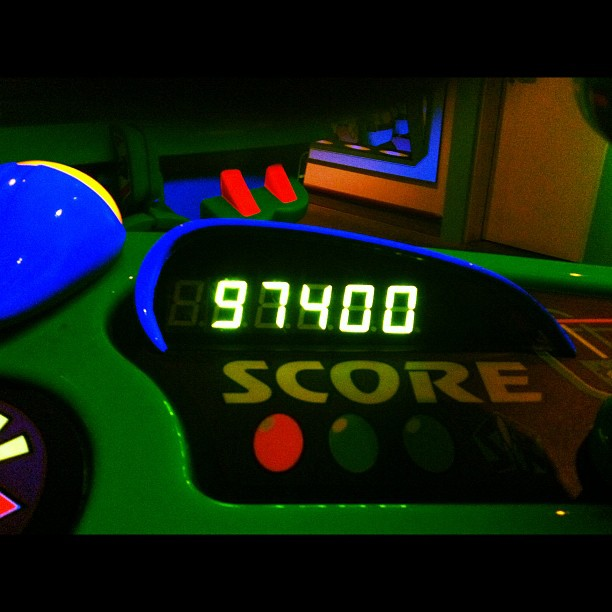
Puntentelling in het voertuig.

### Shanghai Disneyland
Buzz Lightyear Planet Rescue is de laatst geopende van alle locaties. De darkride opende op 16 juni 2016, tegelijkertijd met het park zelf, in het themagebied Tomorrowland. Deze versie wijkt af van de andere locaties, omdat in de scènes met name gewerkt wordt met displays/schermen, waarop geschoten moet worden. Er zijn slechts enkele fysieke voorwerpen en personages aanwezig. De attractie heeft een aparte wachtrij voor bezitters van de FastPass.

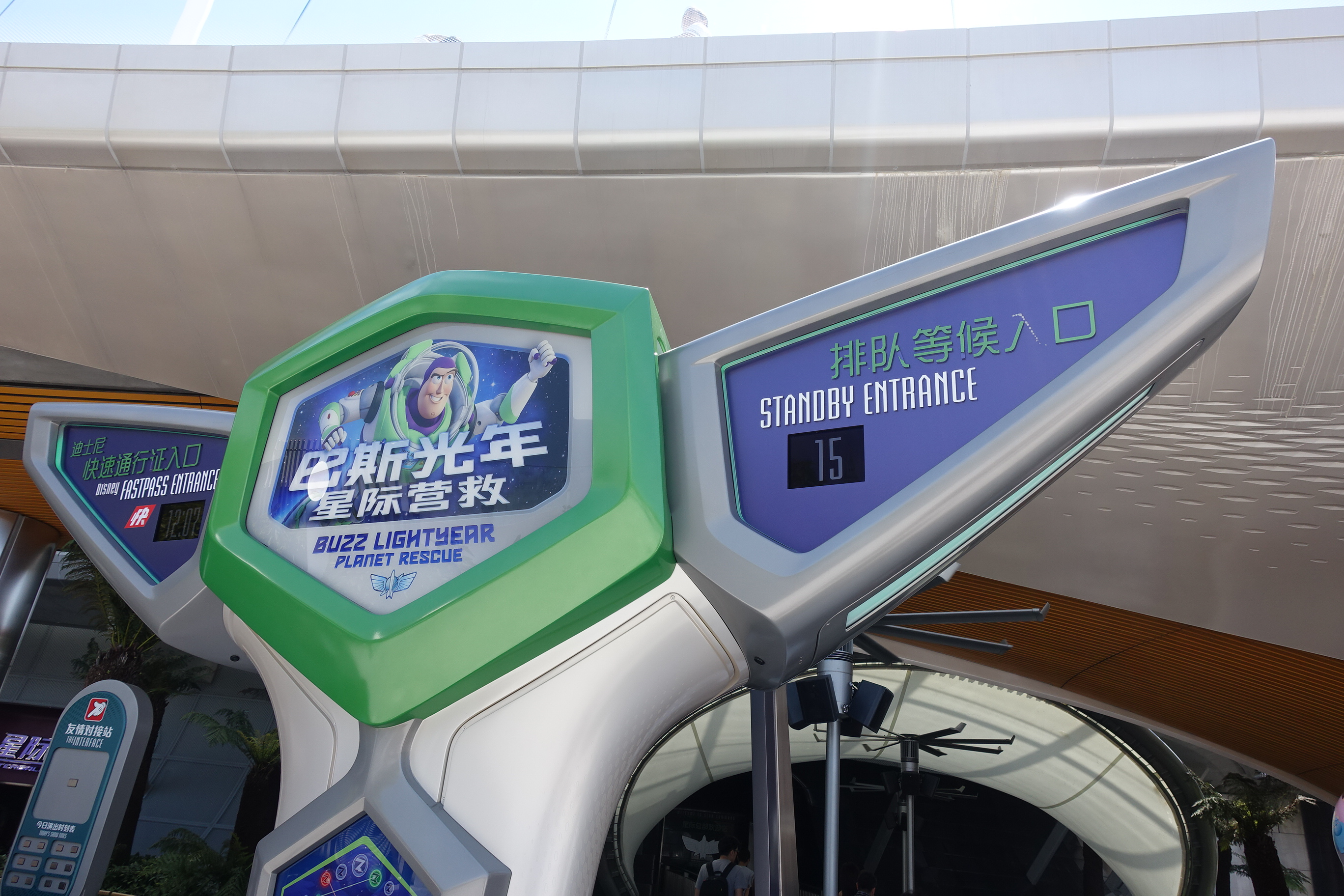
Entree
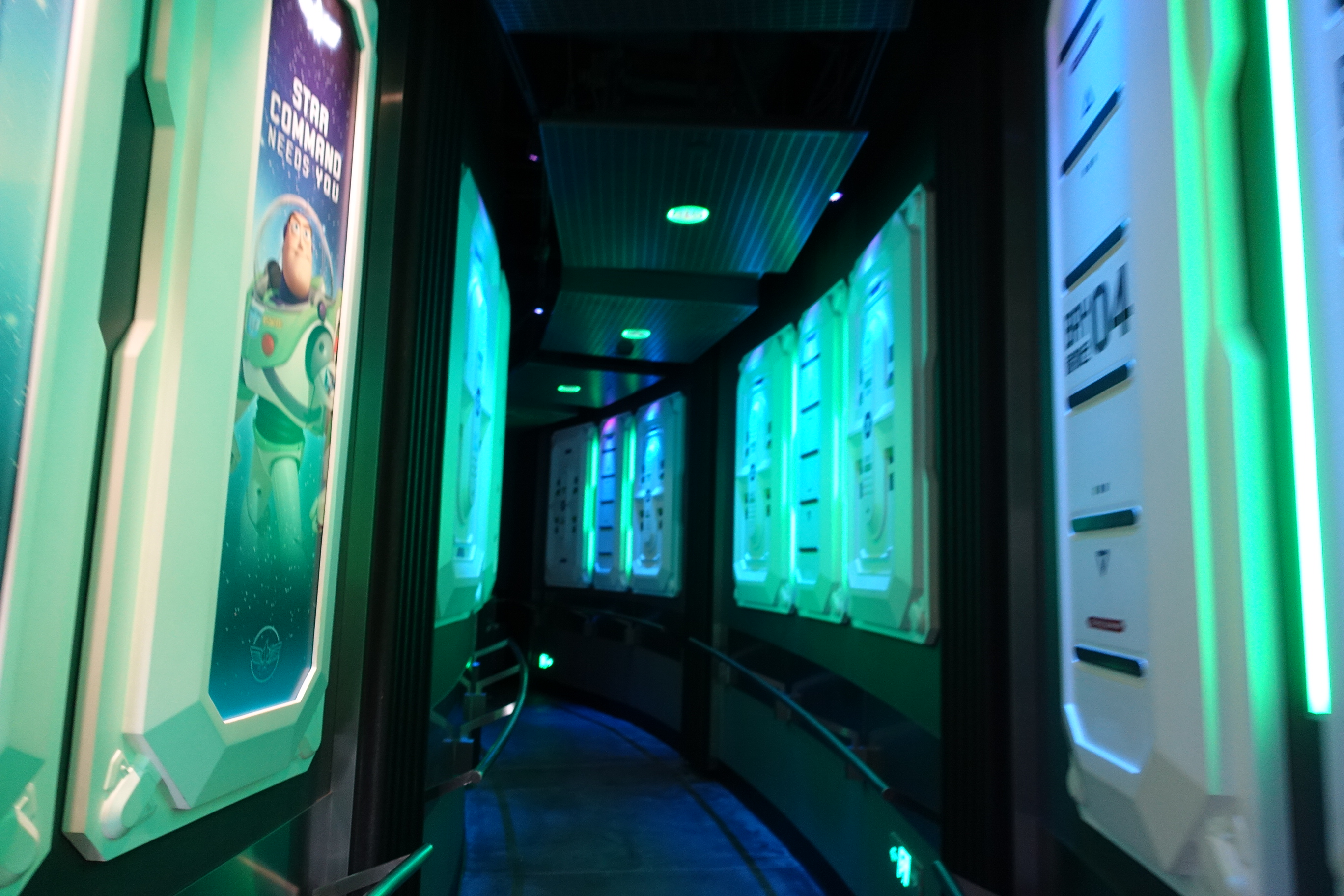
Wachtruimte

## Puntentelling
Aan het eind van de rit krijgt elke bezoeker zijn score te zien. Bij elke score hoort een van de zeven levels en rangen:
- Level 1 Star Cadet: 0 – 1000
- Level 2 Space Scout: 1001 – 10 000
- Level 3 Ranger 1st Class: 10 001 – 100 000
- Level 4 Planetary Pilot: 100 001 – 300 000
- Level 5 Space Ace: 300 001 – 600 000
- Level 6 Cosmic Commando: 600 001 – 999 999
- Level 7 Galactic Hero: 1 000 000+

Vals spelen en/of de route van het voertuig beïnvloeden is niet mogelijk. De rit kan echter langer duren indien de voertuigen tijdelijk stilgezet worden om mindervalide bezoekers in of uit te laten stappen.

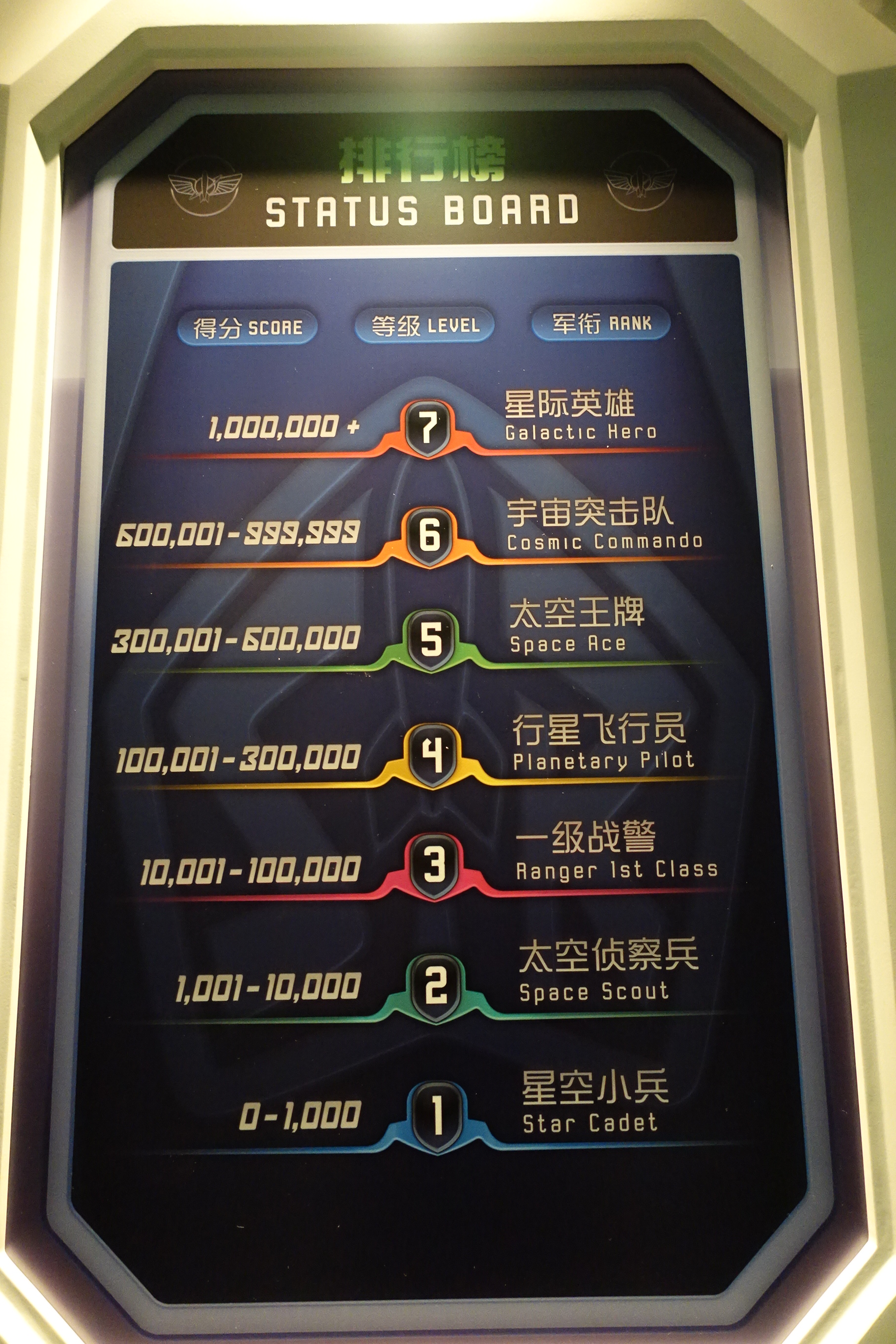
Scorebord
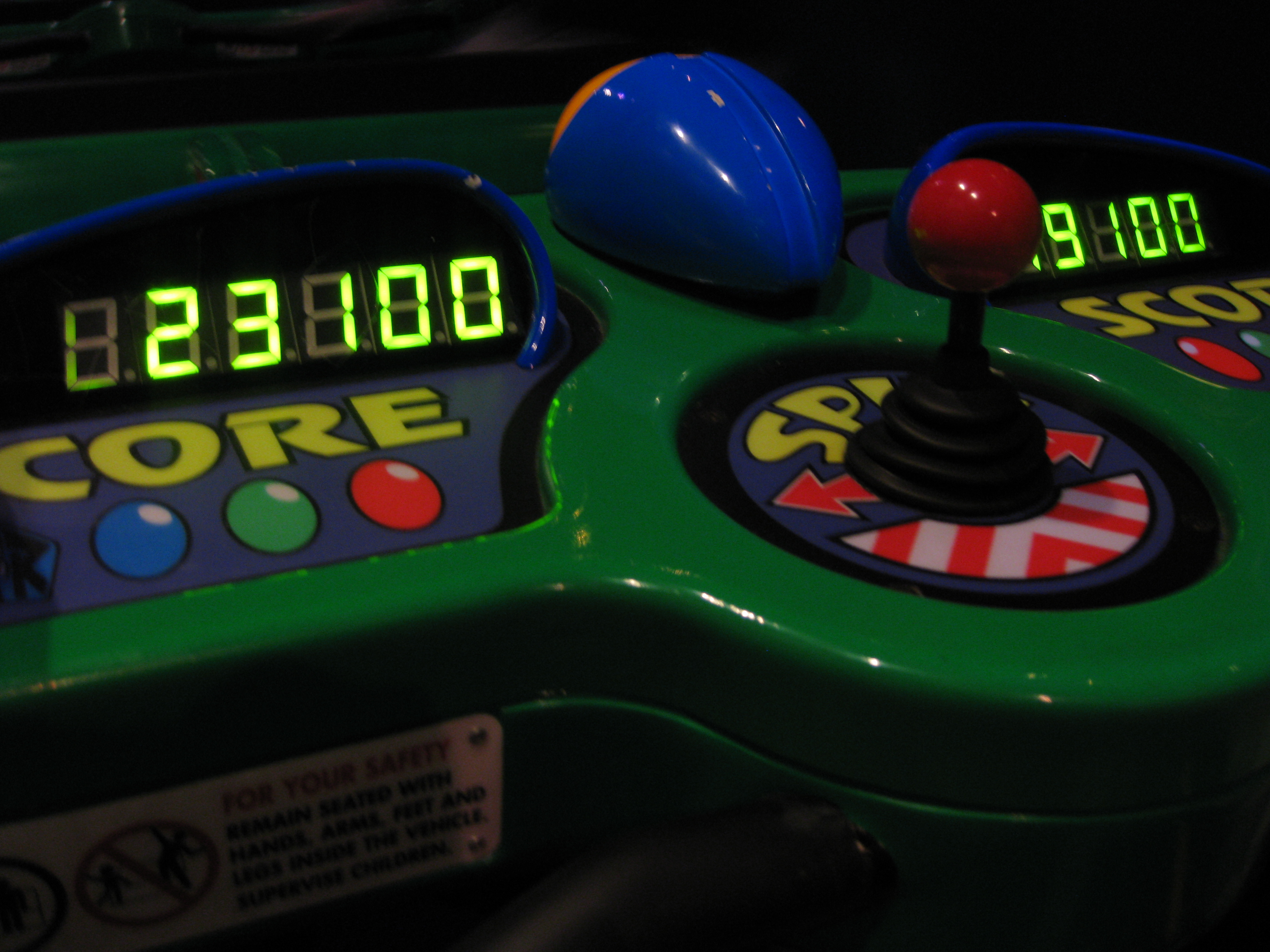
Puntentelling in het voertuig.
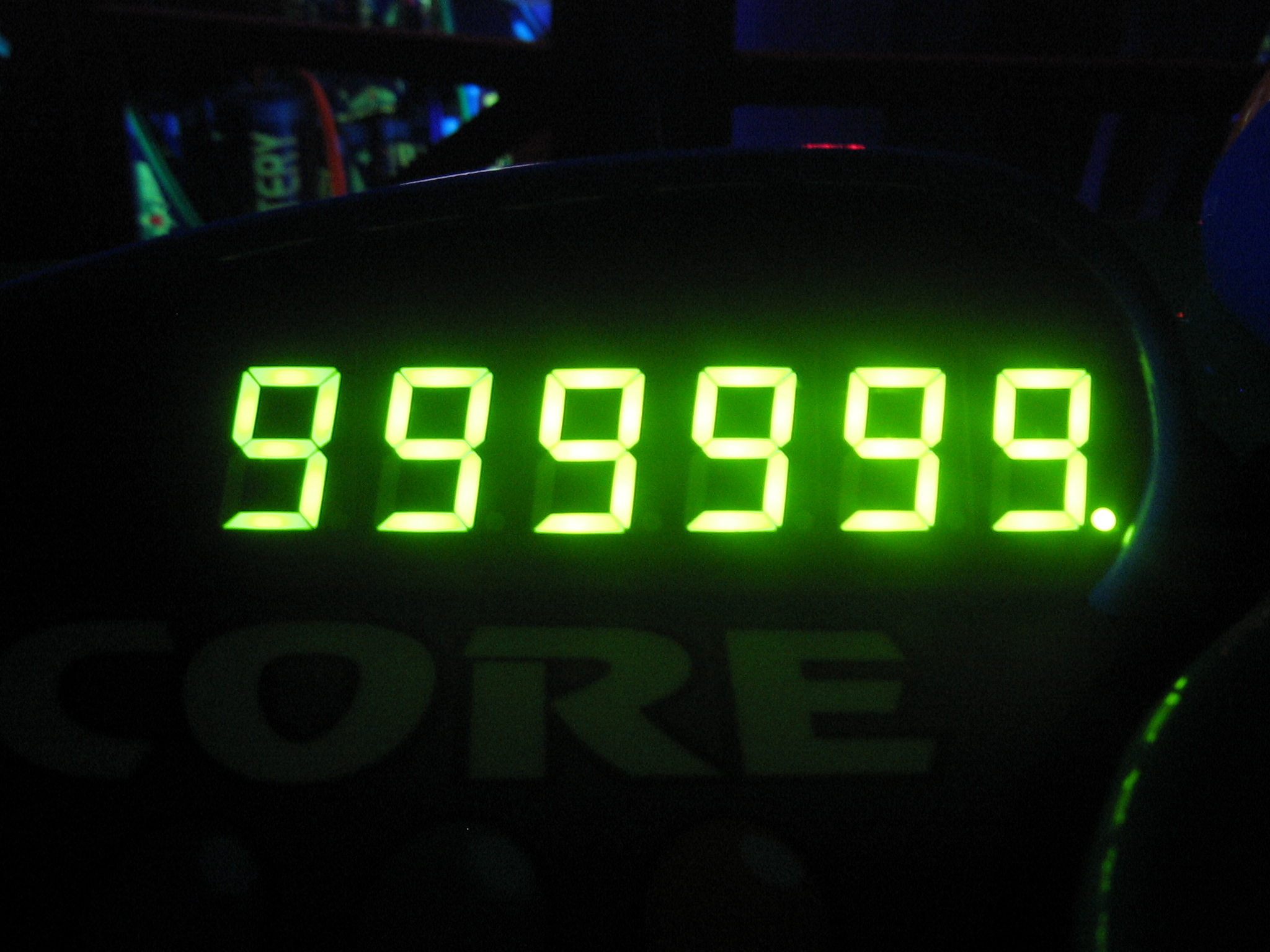
Hoogst haalbare score.

Walt Disney World Resort · Cinderella Castle · Lijst van attracties in Magic Kingdom · Afbeeldingen
Tokyo Disney Resort · Lijst van attracties in Tokyo Disneyland · Cinderella Castle · afbeeldingen
Disneyland Resort · Lijst van attracties in Disneyland Park · Sleeping Beauty Castle · afbeeldingen
Hong Kong Disneyland Resort · Lijst van attracties in Hong Kong Disneyland · Sleeping Beauty Castle · afbeeldingen
Disneyland Paris · Lijst van attracties in Disneyland Park · Le Château de la Belle au Bois Dormant · afbeeldingen
Shanghai Disney Resort · Lijst van attracties in Shanghai Disneyland